# بضع القص الناصف
بضع القص الناصف أو بضع القص المتوسط (بالإنجليزية: Median sternotomy)‏ هو عملية جراحية تهدف إلى شق القص كله، أو جزء منه.

## الإجراء
يوجد نوعان من هذا الإجراء الجراحي وهما:
- الإجراء الأول: يتم قص عظمة القص من مركزها بشكل طولاني. من خلال هذا الشق يمكن الوصول بشكل فعال ومريح إلى اغلبية مركبات المنصف (Mediastinum)، ويستعمل هذا الاجراء بالاساس بهدف جراحة القلب.
- الإجراء الثاني: يتم بضع القص الجزئي وينفذ بالاساس بهدف استئصال ورم سرطاني يسمى ورم الغدة الزعترية. يتواجد هذا الورم، عادةً خلف عظمة القص وأمام غشاء القلب، لذلك فإنَّ الشق يُصنع في الجزء العلوي من عظمة القص، ومن أسفل الشق نميل بضعة سنتميترات إلى الجانب اليميني أو اليساري، حسب الحاجة المطلوبة للعملية.[2]

## مضاعفات العملية
- نزيف في المنصف (ورم دموي).
- تباعد شطري عظمة القص.
- إصابة العظمة أو المنصف بالعدوى.

## وصلات إضافية
- Median Sternotomy procedure on youtube
- فيديو للإجراء الجراحي